# 川宁
唐寧（Twinings 發音：/ˈtwaɪnɪŋz/)是一間以英國漢普郡安多佛為總部的著名茶品製造商。這個品牌1706年由創辦人湯瑪士‧唐寧創立於英國，隸屬於英聯食品（Associated British Foods）。唐寧早於1837年已經獲得英國維多利亞女王認證唐寧為皇家御用茶，目前這個品牌獲英女王伊莉莎白二世頒授為皇室御用。

## 歷史

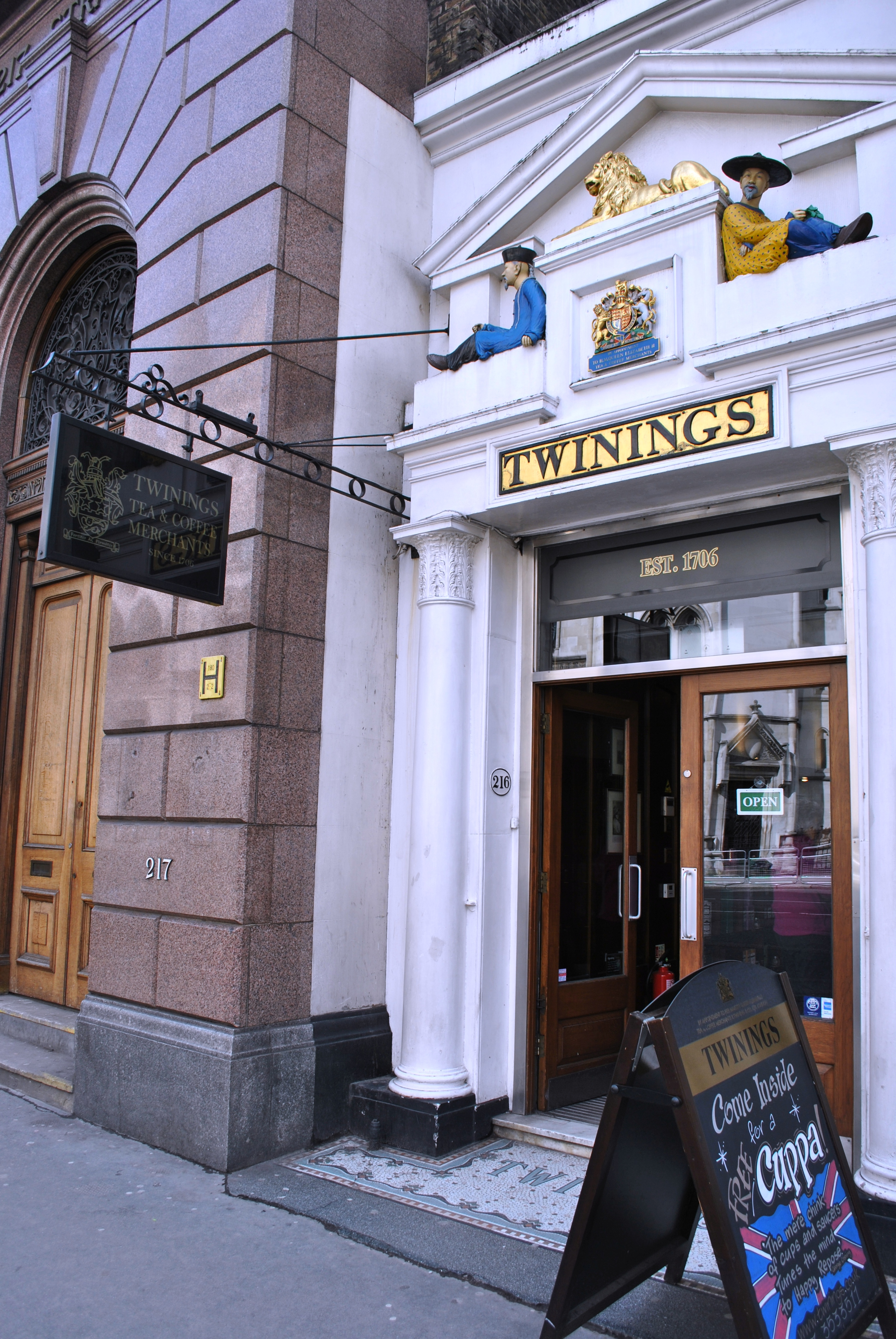
位於倫敦河岸街的唐寧舊店舖

在1706年，川寧公司的創辦人托马斯·川宁在河岸街開設第一間茶館，至今仍然開放。公司的標誌於1787年建立，並沿用至今，是全世界最早创建并使用至今的标志
川寧銷售多種不同地區和品味的茶葉製品，包括正山小種、唐寧格雷伯爵茶、格雷仕女茶及大吉嶺茶，和一些混合口味的茶葉製品、咖啡及巧克力飲料製品等。